# Gelijnde grasuil
De gelijnde grasuil (Tholera decimalis) is een nachtvlinder uit de familie van de uilen. De wetenschappelijke naam van deze vlinder is voor het eerst geldig gepubliceerd in 1761 door Nicolaus Poda von Neuhaus.

## Kenmerken
De vlinder heeft een spanwijdte van 38 tot 48 millimeter,  een voorvleugellengte van 16 tot 22 mm. Opvallend zijn de geelachtig witte aders op de voorvleugel en de zwarte pijlvlekken aan de binnenzijde van de licht gekleurde golflijn. De dwarslijnen zijn donker en onopvallend. Het mannetje is stevig gebouwd, heeft een brede voorvleugel met een rechte voorrand en sterk geveerde antennen. Het vrouwtje heeft een nog bredere voorvleugel waarvan de voorrand recht of enigszins gebogen is.

### Gelijkende soorten
De gelijnde silene-uil (Sideridis reticulata) en splinterstreep (Naenia typica) hebben opvallende, lichte dwarslijnen en het mannetje heeft ongeveerde antennen. De splinterstreep vliegt bovendien eerder in het jaar. Bij donkere vormen van de maansikkeluil (Agrochola lunosa) kan de lichte adering opvallen, maar die soort is kleiner en heeft een zwart vlekje tegen de voorrand nabij de vleugelpunt. 

## Levenscyclus
De rups is te vinden van maart tot juli. De rups foerageert vooral ´s nachts, eerst op de bladeren van de waardplant, verschillende grassoorten, later onder aan de stengel en in de wortels. De eitjes worden in vlucht uitgestrooid in het gras en overwinteren. De vliegtijd loop van begin augustus tot eind september. De vlinders komen op licht en op smeer.

## Verspreiding
Het verspreidingsgebied loopt van het Iberisch schiereiland via heel Europa en de gematigde zone tot Siberië. In het noorden loopt de areaalgrens via Midden-Scandinavië en in het zuiden via het Middellandse Zeegebied, Klein- en Midden-Azië.
In Nederland is de soort algemeen, vooral in de duinen en de zandgronden van het binnenland. In België is de soort algemeen ten oosten van de lijn Antwerpen-Brussel, zeldzaam in Oost- en West-Vlaanderen.